# Forte de São Tiago (Gana)

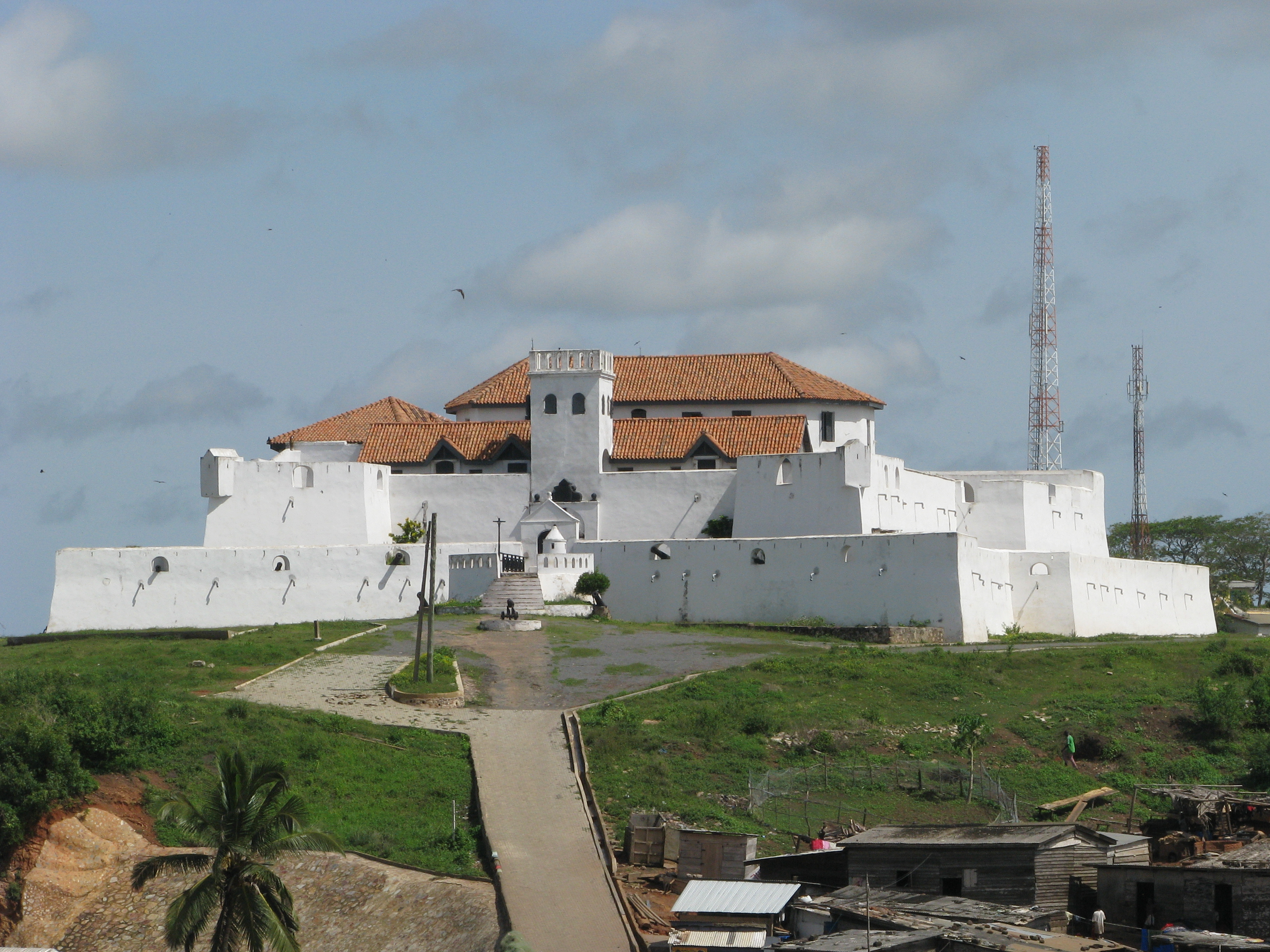
Fort Conraadsburg, Gana: vista a partir da Fortaleza da Mina.

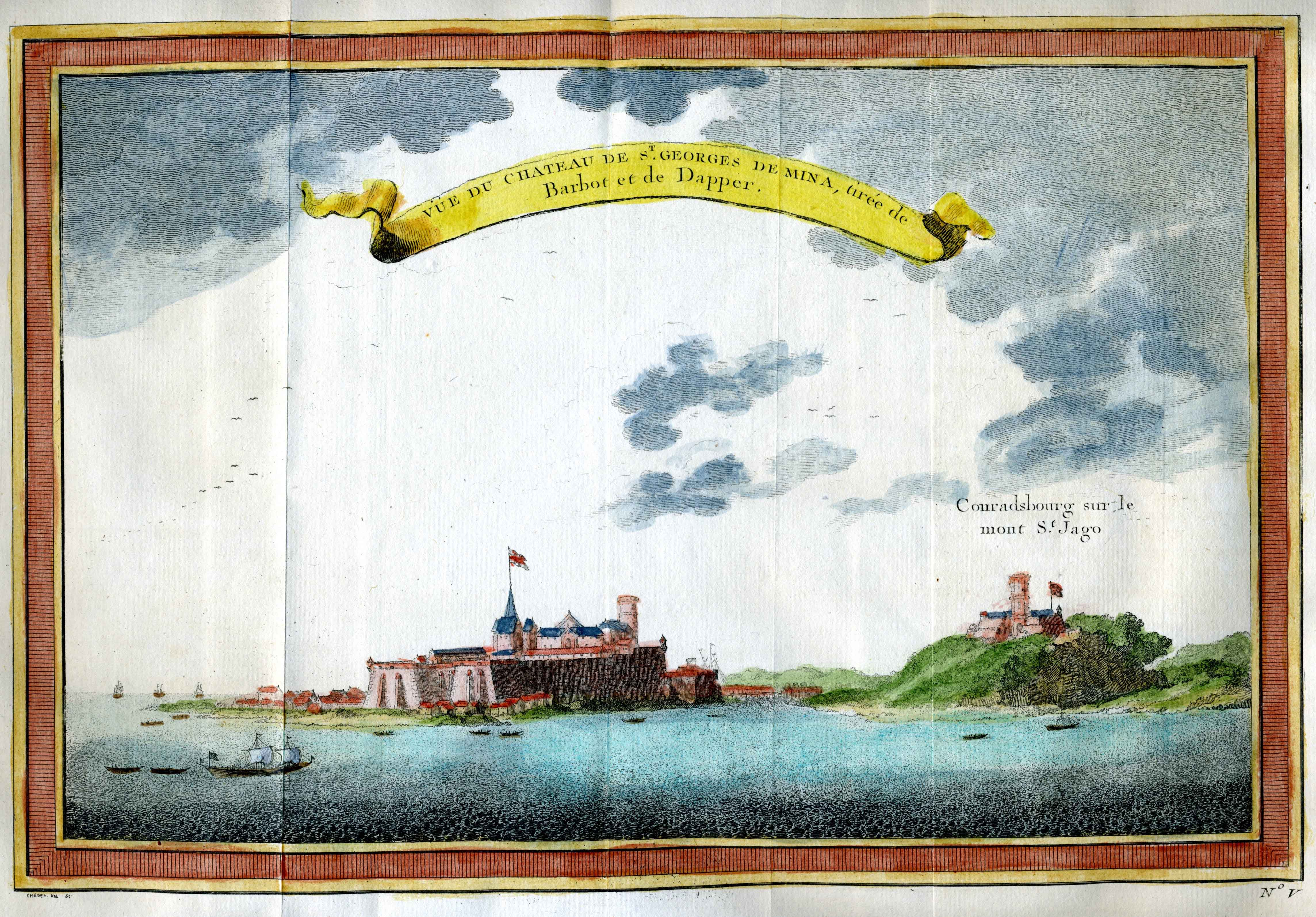
Fortaleza de São Jorge da Mina e Castelo no monte de S. Tiago (1750).

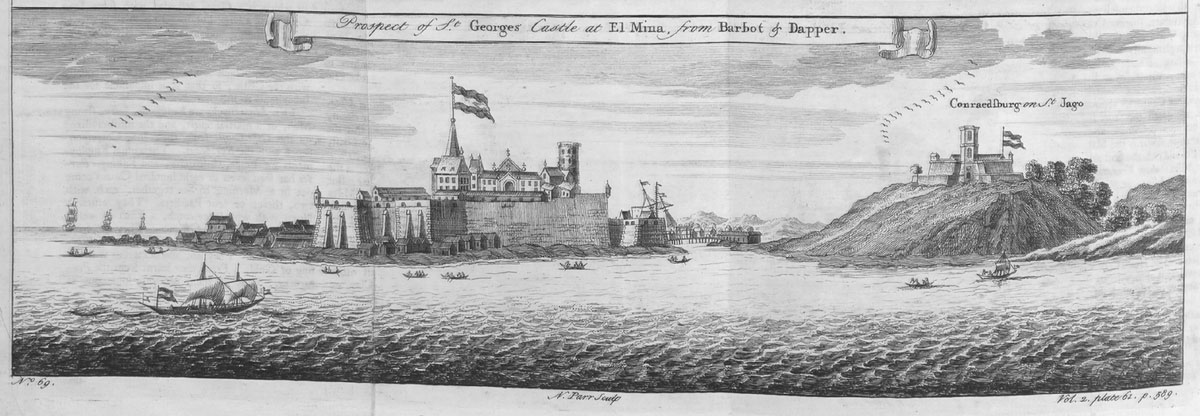
Forte de São Jorge da Mina e Forte de São Tiago.

O Forte de São Tiago, actual Fort Conraadsburg, localiza-se no actual Gana, no litoral da África Ocidental.

## História
Erguido a partir de 1555 por forças portuguesas tinha a função de feitoria naquele trecho da Costa do Ouro Portuguesa.
Em 1637, quando os neerlandeses ocuparam a Fortaleza de São Jorge da Mina (29 de Agosto), foi conquistado pelos neerlandeses, que o rebatizaram como Fort Conraadsburg.

## Características
O primitivo forte constituía-se em uma torre de planta quadrada, no estilo manuelino então em voga no ultramar português.